# Volkhov (rivière)
Pour les articles homonymes, voir Volkhov (homonymie).
La Volkhov (en russe : Во́лхов), est une rivière de l'oblast de Novgorod et de l'oblast de Léningrad en Russie. 

## Géographie

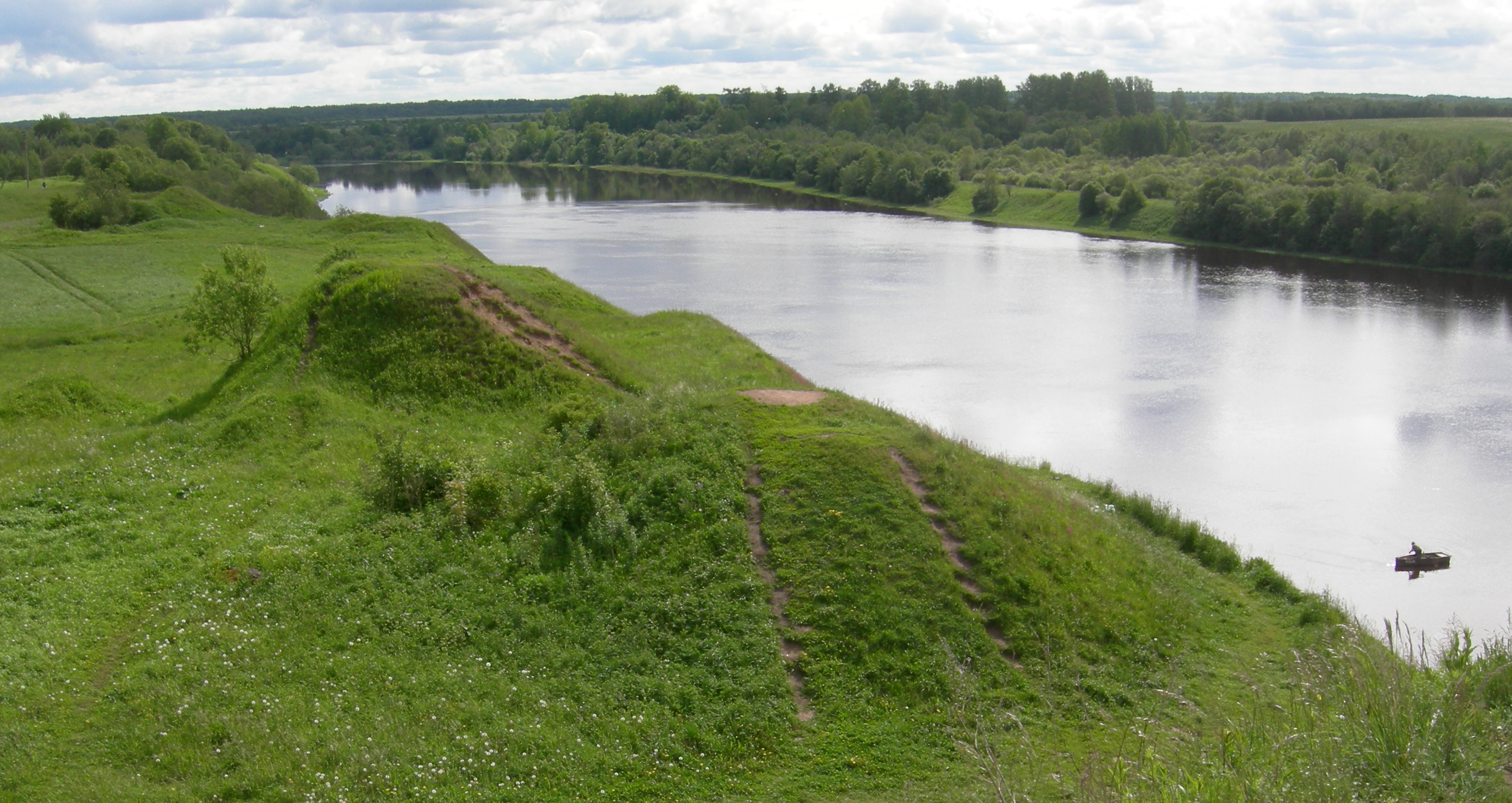
Tumulus vikings du près de Staraïa Ladoga

La Volkhov est l'émissaire du lac Ilmen et débouche, après un cours de 224 km, dans le lac Ladoga. Elle est navigable sur toute sa longueur. La superficie de son bassin, incluant le bassin du lac Ilmen, est de 80 200 km2. Son débit est fortement variable : de 44 à 2 900 m3/s. Le niveau de l'eau est contrôlé par le barrage hydroélectrique Volkhov, situé 25 km en amont de son embouchure. Le barrage ne sert pas qu'à la production d'électricité ; il facilite aussi la navigation dans la partie la plus basse de la rivière, anciennement connue pour ses rapides. La Volkhov est reliée à la Msta par le canal Siversov.
Du IXe siècle au XIe siècle, la vallée de la Volkhov formait un tronçon d'un important réseau d'échanges, la route commerciale de la Volga (Путь «из варяг в греки» en russe, litt. « route commerciale gréco-varègue ») reliant la mer Baltique à la mer Noire. D'autres portions de cette route sont la Neva, le lac Ladoga, le lac Ilmen, la Lovat et le Dniepr. 
L'ancienne capitale russe de Staraïa Ladoga se situe près de l'embouchure de la rivière. Les villes majeures modernes construites sur ses rives incluent Novgorod, Kirichi, Volkhov et Novaïa Ladoga.
Les principaux affluents de la Volkhov :
- Vichera - droit (qui rejoint le Mali Volkhovets),
- Kerest - gauche,
- Oskouïa - droit,
- Ptchejva - droit,
- Tigoda - gauche,
- Tchiornaïa - droit,
- Vloïa - gauche,
- Olomna - gauche.

La rivière gèle fin novembre et se libère début avril.